# ムアンスラートターニー郡
座標: 北緯9度8分11秒 東経99度19分13秒 / 北緯9.13639度 東経99.32028度
ムアンスラートターニー郡（ムアンスラートターニーぐん）はタイ南部にある郡（アムプー）。スラーターニー、スラタニとも。スーラートターニー県の県庁所在地（ムアン）でもある。

## 名称
名称、スラートターニーは1915年、ラーマ6世（ワチラーウット王）により付けられた。意味は「よい住民の住む街」である。それまではバーンドーン（慣用は、バンドン）と言う名前で知られていた。バーンドーンは2004年現在、スラートターニー県の面する海域の名前として、「バーンドーン湾」と言う形で使われている。

## 歴史

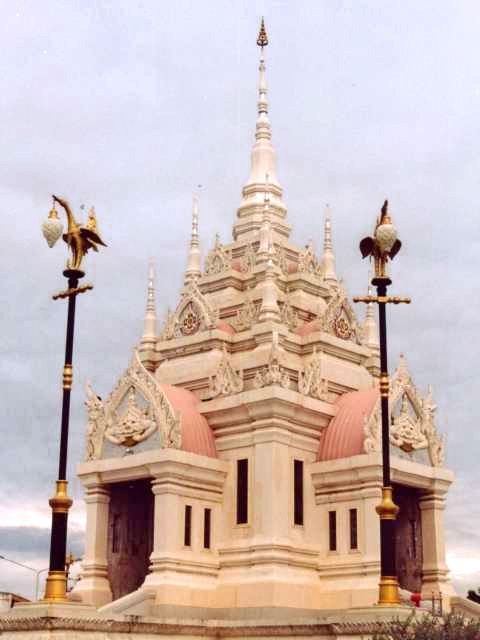
スラートターニーのラックムアン

1897年、チャクリー改革により地方行政が改革され、現在のチャイヤー郡やカーンチャナディット郡を合わせ、当時「バーンドーン」と呼ばれていたスラートターニーに行政の中心が置かれた。その後1915年にラーマ6世によりスラートターニー郡に改名された。1938年、県庁所在地と県の名前を合わせるべしという政府の政策によって、ムアンスラートターニー郡と改名された。
スラートターニーはサレジオ会により布教が行われた南部のカトリックの中心地でもあり、ローマ・カトリック教会の司教区、スラートターニー教区が設置されている。スラートターニー教区は1969年に設置された。

## 地理
スラートターニーはバーンドーン湾に面し、ターピー川の形成したデルタに位置する。
国道401号線が東西と、市街地の外環を通っており、東はカーンチャナディット郡、東はプンピン郡と繋がっている。南に国道44号線が通っておりクラビー方面と繋がっている。

### 気候
サバナ気候であり、1月から4月の間は乾季で、10月と11月は雨量が多い。バンコクなどとくらべると雨季の期間は2か月ほど長い。
| スラートターニー (1981–2010)の気候                                                   | スラートターニー (1981–2010)の気候 | スラートターニー (1981–2010)の気候 | スラートターニー (1981–2010)の気候 | スラートターニー (1981–2010)の気候 | スラートターニー (1981–2010)の気候 | スラートターニー (1981–2010)の気候 | スラートターニー (1981–2010)の気候 | スラートターニー (1981–2010)の気候 | スラートターニー (1981–2010)の気候 | スラートターニー (1981–2010)の気候 | スラートターニー (1981–2010)の気候 | スラートターニー (1981–2010)の気候 | スラートターニー (1981–2010)の気候 |
| 月                                                                                   | 1月                                | 2月                                | 3月                                | 4月                                | 5月                                | 6月                                | 7月                                | 8月                                | 9月                                | 10月                               | 11月                               | 12月                               | 年                                 |
| ------------------------------------------------------------------------------------ | ---------------------------------- | ---------------------------------- | ---------------------------------- | ---------------------------------- | ---------------------------------- | ---------------------------------- | ---------------------------------- | ---------------------------------- | ---------------------------------- | ---------------------------------- | ---------------------------------- | ---------------------------------- | ---------------------------------- |
| 平均最高気温 °C （°F）                                                               | 31.1 (88)                          | 32.6 (90.7)                        | 34.2 (93.6)                        | 35.0 (95)                          | 34.0 (93.2)                        | 33.4 (92.1)                        | 32.9 (91.2)                        | 32.7 (90.9)                        | 32.4 (90.3)                        | 31.6 (88.9)                        | 30.3 (86.5)                        | 29.9 (85.8)                        | 32.51 (90.52)                      |
| 平均最低気温 °C （°F）                                                               | 21.1 (70)                          | 21.1 (70)                          | 21.9 (71.4)                        | 23.4 (74.1)                        | 23.8 (74.8)                        | 23.7 (74.7)                        | 23.3 (73.9)                        | 23.4 (74.1)                        | 23.2 (73.8)                        | 23.1 (73.6)                        | 22.9 (73.2)                        | 22.0 (71.6)                        | 22.74 (72.93)                      |
| 雨量 mm （inch）                                                                     | 36.8 (1.449)                       | 12.3 (0.484)                       | 24.0 (0.945)                       | 73.4 (2.89)                        | 178.0 (7.008)                      | 125.0 (4.921)                      | 148.8 (5.858)                      | 139.6 (5.496)                      | 188.4 (7.417)                      | 236.4 (9.307)                      | 329.9 (12.988)                     | 129.4 (5.094)                      | 1,622 (63.857)                     |
| 平均降雨日数 （≥1 mm）                                                               | 6                                  | 2                                  | 3                                  | 7                                  | 18                                 | 17                                 | 17                                 | 18                                 | 19                                 | 20                                 | 19                                 | 13                                 | 159                                |
| % 湿度                                                                               | 81                                 | 77                                 | 75                                 | 77                                 | 82                                 | 81                                 | 82                                 | 82                                 | 84                                 | 87                                 | 87                                 | 84                                 | 81.6                               |
| 出典：Thai Meteorological Department (Normal 1981-2010), (Avg. rainy days 1961-1990) |                                    |                                    |                                    |                                    |                                    |                                    |                                    |                                    |                                    |                                    |                                    |                                    |                                    |

## 経済
タイランド湾に面した海港があり、タイ南部の中核都市の一つである。2004年、アンダマン海の都市、クラビーからスラートターニーへ抜ける国道44号線が開通した。これはインド洋から来た貨物船がマラッカ海峡を通らずにクラビー港で貨物を降ろし、44号線を抜けスラートターニ港で待っていた貨物船が貨物を積みなおし、南シナ海へ抜けるという、海運の短縮路計画の一環であり、タイ政府はこれによって、南部地域の経済振興を促そうとしている。
また、チャイヤー郡や、パンガン島、サムイ島などのスラートターニ県内の観光地への中継地点でもある。このため、鉄道駅、バス・ターミナル、スラートターニー空港、アジアハイウェイ2号線などが整備されている。

## 行政区分

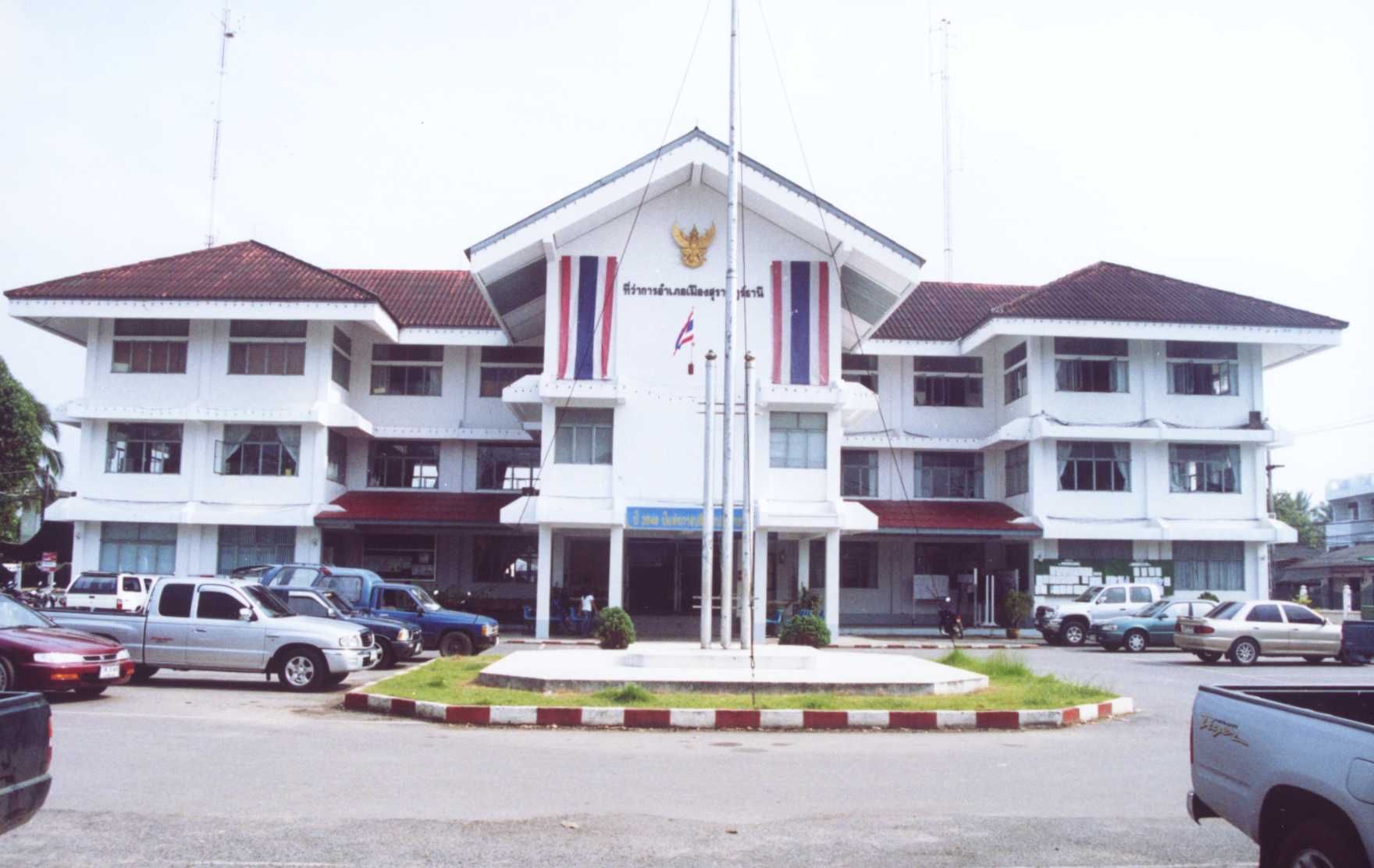
スラートターニー郡役所

郡内には11のタムボンがあり、さらにその下位に59の村（ムーバーン）が存在する。テーサバーン（自治体）が設置されており、以下のようになっている。
- テーサバーンナコーン・スラートターニー・・・タムボン・タラートとタムボン・バーンクン全体と、タムボン・クローンチャナーク、バーンチャナ、バーンバイマーイの一部
- テーサバーンタムボン・ワットプラドゥー・・・タムボン・ワットプラドゥーの一部

また郡内には9つのタムボン行政体が置かれている。
| 1. タムボン・タラート・・・ตำบลตลาด 2. タムボン・マカームティア・・・ตำบลมะขามเตี้ย 3. タムボン・ワットプラドゥー・・・ตำบลวัดประดู่ 4. タムボン・クンタレー・・・ตำบลขุนทะเล 5. タムボン・バーンバイマーイ・・・ตำบลบางใบไม้ 6. タムボン・バーンチャナ・・・ตำบลบางชนะ 7. タムボン・クローンノーイ・・・ตำบลคลองน้อย 8. タムボン・バーンサーイ・・・ตำบลบางไทร 9. タムボン・バーンポート・・・ตำบลบางโพธิ์ 10. タムボン・バーンクン・・・ตำบลบางกุ้ง 11. タムボン・クローンチャナーク・・・ตำบลคลองฉนาก | スタートターニーのタムボン |